# Дорофеев, Владимир Николаевич
Влади́мир Никола́евич Дорофе́ев (15 октября 1941, Алчевск, Ворошиловградская область — 8 апреля 2016, там же, Луганская область) — советский и украинский учёный, ректор ДонГТУ (1989—2005). Народный депутат Украины 1-го созыва; кандидат технических наук (1970), профессор (1991).

## Биография
Родился 15 октября 1941 года в городе Алчевске, Ворошиловградской области. Отец — Николай Павлович (1908—1998), мать — Дарья Фёдоровна (1910—2000).
В 1958—1963 годах учился в КГМИ на металлургическом факультете по специальности «Металлургия чёрных металлов», инженер-металлург. После окончания вуза работал горновым доменного цеха на АМК. В 1963—1965 годах на действительной срочной военной службе в Советской Армии. По возвращении — в 1965—1966 годах работал подручным газовщика доменного цеха Алчевского меткомбината.
В 1966 году продолжил обучение в вузе, поступив в аспирантуру. В 1969 году успешно защитил кандидатскую диссертацию «Исследование доменных шлаков» на кафедре металлургического факультета Днепропетровского металлургического института. Многие годы работал в вузе: ассистентом, доцентом, заведующим кафедрой, деканом металлургического факультета, проректором по научной работе, ректором Донбасского горно-металлургического института. Профессор кафедры «Металлургия черных металлов».
Народный депутат Украины 1-го созыва с марта 1990 года (2 тур) до апреля 1994 года, Коммунарский избирательный округ № 56, Луганская область. Член Комиссии по вопросам народного образования и науки. Группа «За советскую суверенную Украину».
Академик Академии горных наук Украины (1995), Международной академии наук экологии и безопасности жизнедеятельности (1998).
Автор (соавтор) более 100 научных трудов и 8 начно-методических пособий.
Умер 8 апреля 2016 года в Алчевске.

## Награды. Звания
- 1994 — Заслуженный деятель народного образования Украины.
- 2002 — Орден «За заслуги» III степени.
- Почетный гражданин Алчевска.

## Семья
Жена — Галина Александровна (род. 1941) — врач, ветеран труда, ныне пенсионер;
- дочь Татьяна (род. 1967) — доцент Донбасского горно-металлургического института;
- дочь Светлана (род. 1973) — инженер-электрик ДНВФ «Сигма».

## Источник
- Книга педагогической славы Украины